# Клан Артур
Клан Артур(шотл. гел. Artair, англ. Arthur) — він же: МакАртур — один з найдавніших Шотландських кланів. Землі клану початково розташовувались в Аргіллі (землі на заході Шотландії).

## Гілки клану

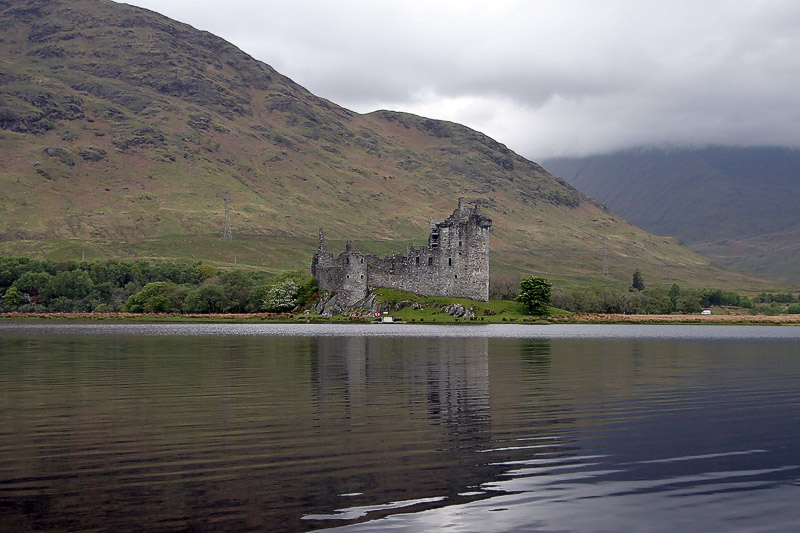
Замок Кілхурн в Аргіллі.

Артур, МакАртур, МакКартер.

## Походження

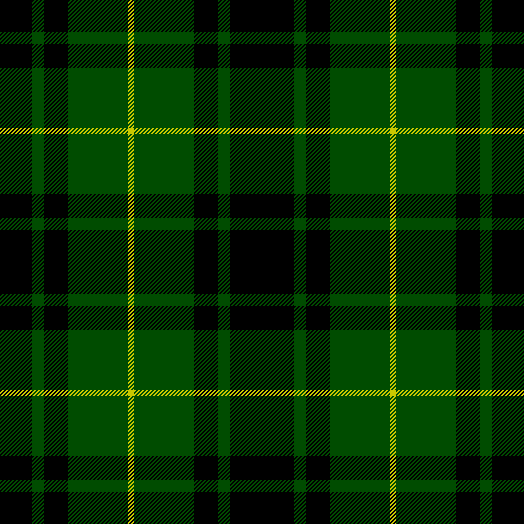
Тартан кланів Артур та МакАртур

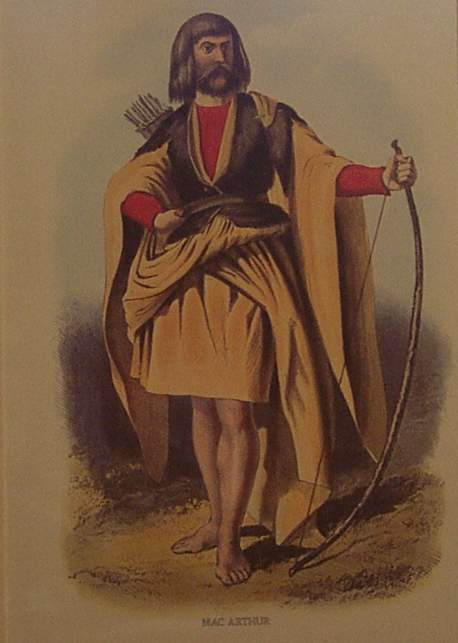
Вождь клану МакАртур. Малюнок художника Р. Р. МакЯна (1845).

Про давнину утворення клану можна судити по старовинній кельтській приказці: «Немає нічого давнішого, аніж ці пагорби, клан МакАртур і диявол». Самі Артури і МакАртури говорять, що вони походять від легендарного короля Артура. Насправді клан Артур має, очевидно, не бритське, а ірландське походження. В Ірландії є давні клани з точно такими ж назвами — Артур та МакАртур. Саме слово Артур — ірландського походження. Арт в давньоірландській мові означало ведмідь, високий. МакАртури, що жили на берегах озера Лох-О відомі як «Clann Arthair na tir chladich il» (Клан Артайр на тір хладіх іл — Клан Артура з берегової смуги). Дослідження показують, що у ХІІІ столітті вони мали спільного предка з кланом Кемпбеллів.

## Історія клану
Клан МакАртур підтримав Роберта Брюса в боротьбі за незалежність Шотландії у 1306–1328 роках. За це клан отримав землі Аргілл, які були відібрані в клану МакДугалл. Вождь клану оселився в замку Дунстаффнаг. Клан процвітав і міцнів до того часу. поки король Яків І не повернувся з англійського полону і не почав відновлювати свою владу на заході Шотландії. У 1427 році вождь клану Іоан МакАртур заявив про свої права на землі клану МакРурі, що призвело до війни між гірськими кланами. Король Яків І викликав керівників «заколоту» в Інвернесс, де вони були схоплені і вбиті. Вся власність клану МакАртур перейшла до короля за виключенням земель Страхур та деяких територій в Пертшир. Це було настільки сильним ударом по клану, що МакАртури з того часу ніколи не відігравали помітної ролі в історії Шотландії. Більшість людей з клану МакАртур переселились на острів Скай. Ці землі їм передав як лен клан МакДональд — лорди островів. Пізніше клан Кемпбелл передав клану Артур звання капітана замку Іннісконнелл. Довіра графів Аргілл до клану Артур зберігалось до того часу, поки Кемпбелли не почали масово переселяти жителів рівнинної Шотландії в гори у 1613 році і капітан Дункан не виступив проти цього і був позбавлений своєї посади. Крім земель на берегах озера Лох-Файн МакАртури володіли землями Глендохарте та Гленфоллохе у той час як інша гілка клану МакАртур володіла землями на острові Айлей. МакАртури з Айлей були волинщиками і зброєносцями клану МакДональд. Інша гілка МакАртурів з острова Скай вчилась в легендарного клану МакКріммон і теж були відомими волинщиками.
МакАртури стали відомими в Австралії — Джон МакАртур з Страхура став «батьком» колонії Новий Південний Уельс. Він прибув у Австралію 1790 року та привіз туди ірландських овець, започаткувавши в Австралії вівчарство. У 1817 році він заклав перші у Австралії виноградники.
В Америці відомим став генерал Дуглас МакАртур, що прославився під час війни з Японією.
Рід вождів клану МакАртур припинився зі смертю у 1782 році Чарльза МакАртура з Тірівадиха. Титул вождя клану Артур офіційно припинив своє існування у 1771 році коли на острові Ямайка помер останній вождь клану Патрік МакАртур. Але у 1986 році клан МакАртур вирішив знайти нащадків вождів клану. Пошуки очолив фахівець по генеалогії Х'ю Пескетт. Нащадок знайшовся. Ним виявився 87 річний Джеймс Едвард Мор МакАртур з Тірвадіха та Мілтона, колишній службовець Управління вугільної промисловості, що народився в Канаді і зараз живе в Единбурзі. У 1991 році Роберт МакАртур організував «дербфіне» — зустріч очільників родів клану МакАртур зі всього світу, що пройшла в Айргайл. На цій зустрічі було вирішено, що «Джеймс Едвард Мор МакАртур з давнього і благородного дому Мілтона» повинен бути висунутий на затвердження за ним титулу вождя клану на «Суді Лева».